# Правило резолюцій
Правило резолюцій — це правило висновування, що сходить до методу доказу теорем через пошук протиріч; використовується в логіці висловлювань і логіці предикатів першого порядку. Правило резолюцій, що застосовується послідовно для списку резольвент, дозволяє відповісти на питання, чи існує у вхідній множині логічих виразів протиріччя. Правило резолюцій запропоновано в 1930 році в докторській дисертації Жака Ербрана для доведення теорем у формальних системах першого порядку. Правило розроблено Джоном Аланом Робінсоном в 1965 році.
Алгоритми доказу виводимості {\displaystyle A\vdash B}, побудовані на основі цього методу, застосовуються в багатьох системах штучного інтелекту, а також є фундаментом, на якому побудовано мову логічного програмування «Пролог».

## Логіка висловлень
Правило резолюцій першочергово застосовується до диз'юнктів  — диз'юнкцій пропозиційних змінних чи їх заперечень. Правило застосовується до двох диз'юнктів у випадку, коли вони містять пропозиційні змінні, одна з яких є запереченням другої. Наприклад:
{\displaystyle {\frac {a_{1}\lor \ldots \vee a_{i}\vee \ldots \lor a_{n},\quad b_{1}\lor \ldots \vee b_{j}\vee \ldots \lor b_{m}}{a_{1}\lor \ldots \lor a_{i-1}\lor a_{i+1}\lor \ldots \lor a_{n}\lor b_{1}\lor \ldots \lor b_{j-1}\lor b_{j+1}\lor \ldots \lor b_{m}}}}
де {\displaystyle a_{i}} є доповненням {\displaystyle b_{j}}, (наприклад {\displaystyle a_{i}=x}, а {\displaystyle b_{i}=\lnot x})
Для можливості використання цього правила необхідно записати формулу у кон'юнктивній нормальній формулі. Довільна формула логіки висловлень еквівалентна деякій формулі цього виду. При записі формули у кон'юнктивній формі кожен диз'юнкт можна подати як множину літералів (пропозиційних формул чи їх заперечень), а саму формулу як множину диз'юнктів. Наприклад формулу:
{\displaystyle \neg p\wedge (q\vee r\vee q)\wedge (\neg r\vee \neg s)\wedge (p\vee s)\wedge (\neg q\vee \neg s)}
можна подати так:
{\displaystyle \{\{\neg p\},\{q,r\},\{\neg r,\neg s\},\{p,s\},\{\neg q,\neg s\}\}}
Також таким чином можна визначити правило резолюцій:
- {\displaystyle {\frac {\{C,p\}\quad \{C',\neg p\}}{\{C,C'\}}}}

Позначимо:
{\displaystyle Res(F)=F\cup \{R\}}, де {\displaystyle R} диз'юнкт одержаний за правилом резолюцій з деяких диз'юнктів формули {\displaystyle F} і: Mit {\displaystyle Res^{\star }(F)=\bigcup _{n\in \mathbb {N} }Res^{n}(F)} об'єднання всіх диз'юнктів одержаних з диз'юнктів формули {\displaystyle F} за скінченну кількість використань правила резолюцій.
Деяка формула {\displaystyle F} записана у КНФ є невиконуваною тоді і тільки тоді, коли {\displaystyle \emptyset \in Res^{\star }(F)}. Як наслідок з цього для довільних формул {\displaystyle A_{1},A_{2}\ldots A_{n}} формула {\displaystyle F} є логічним наслідком тих формул тоді і тільки тоді, коли {\displaystyle \emptyset \in Res^{\star }(A_{1}\lor A_{2}\lor \ldots \lor A_{n}\lor \lnot F)}. Тобто система формального виводу заснована на правилі резолюцій є коректною і повною.

### Приклад
Нехай є формули:
{\displaystyle (P\rightarrow S)}
{\displaystyle (S\rightarrow \neg P)}
{\displaystyle (\neg S\rightarrow P)}
Потрібно довести що:
{\displaystyle (P\rightarrow S),(S\rightarrow \neg P),(\neg S\rightarrow P)\models S}
Спершу приведімо дані формули до кон'юнктивної нормальної форми:
{\displaystyle P\rightarrow S\quad \equiv \quad \neg P\vee S}
{\displaystyle S\rightarrow \neg P\quad \equiv \quad \neg S\vee \neg P}
{\displaystyle \neg S\rightarrow P\quad \equiv \quad S\vee P}
Далі запишемо:
{\displaystyle \{\{\neg P,S\},\{\neg S,\neg P\},\{S,P\},\{\neg S\}\}}
Послідовно використовуючи правило резолюцій отримуємо:
{\displaystyle {\frac {\{\neg S\}\qquad \{S,P\}}{\{P\}}}}
{\displaystyle {\frac {\{\neg S\}\qquad \{\neg P,S\}}{\{\neg P\}}}}
{\displaystyle {\frac {\{P\}\qquad \{\neg P\}}{\emptyset }}}
що й доводить твердження.

## Числення висловлювань
Нехай {\displaystyle C_{1}} і {\displaystyle C_{2}} — дві пропозиції в численні висловлювань, і нехай {\displaystyle C_{1}=P\lor C'_{1}}, а {\displaystyle C_{2}=\lnot P\lor C'_{2}}, де {\displaystyle P} — пропозіціональная змінна, а {\displaystyle C'_{1}} й {\displaystyle C'_{2}} — будь-які пропозиції (зокрема, може бути, порожні або складаються тільки з одного літерала).
Правило виводу
{\displaystyle {\frac {C_{1},C_{2}}{C'_{1}\lor C'_{2}}}}
називається правилом резолюцій.
Пропозиції C1 і C2 називаються резольвуючими (або батьківськими), пропозиція {\displaystyle C'_{1}\lor C'_{2}}  — резольвентою, а формули {\displaystyle P} і {\displaystyle \lnot P} — контрарними літералами.
Загалом в правилі резолюції беруться два вирази і виробляється
новий вираз, що містить всі літерали двох початкових виразів, за винятком двох взаємно обернених літералів.

### Метод резолюції
Метод резолюцій запропонований у 1930 р. в докторській дисертації Жака Ербрана для доведення теорем у формальних системах першого порядку. Метод резолюцій спирається на обчислення резольвент. Існує теорема, яка стверджує, що питання про доказовість довільної формули в численні предикатів зводиться до питання про вивідність порожнього списку в обчисленні резольвент. Тому доведення того, що список формул в обчисленні резольвент порожній, еквівалентне доведенню хибності формули в численні предикатів.
Рішення в логічній моделі на основі методу резолюцій
Дано твердження: «Сократ — людина»;
«Людина — це жива істота»;
«Всі живі істоти смертні».
Потрібно методом резолюцій довести твердження «Сократ смертний».
Рішення: Крок 1. Перетворимо висловлювання на диз'юнктивну форму;
Крок 2. Запишемо заперечення цільового виразу (необхідного виводу), тобто «Сократ безсмертний»;
Крок 3. Скласти кон'юнкцію всіх диз'юнктів, включивши в неї заперечення цільового виразу;
Крок 4. У циклі проведемо операцію пошуку резольвентів над кожною парою диз'юнктів;
Отримання порожнього диз'юнкта означає, що висловлювання «Сократ безсмертний» — хибне, значить, істинне висловлювання «Сократ смертний».
Доказ теорем зводиться до доказу того, що деяка формула {\displaystyle ~G} (гіпотеза теореми) є логічним наслідком множини формул {\displaystyle ~F_{1},...,F_{k}}(припущень). Тобто сама теорема може бути сформульована таким чином: «якщо {\displaystyle ~F_{1},...,F_{k}} істинні, то істинна й {\displaystyle ~G}».

Для доказу того, що формула {\displaystyle ~G} є логічним наслідком множини формул {\displaystyle ~F_{1},...,F_{k}}, метод резолюцій застосовується наступним чином. Спочатку складається множина формул {\displaystyle {\mathcal {f}}F_{1},...,F_{k},\neg G{\mathcal {g}}}. Потім кожна з цих формул приводиться до КНФ (сполучення диз'юнктів) і в отриманих формулах закреслюються знаки кон'юнкції. Виходить безліч диз'юнктів {\displaystyle S}. І, нарешті, шукається висновок порожнього диз'юнктів з {\displaystyle S}. Якщо порожній диз'юнкт виводимо з {\displaystyle S}, то формула {\displaystyle ~G} є логічним наслідком формул {\displaystyle ~F_{1},...,F_{k}}. Якщо з {\displaystyle S} не можна вивести #, то {\displaystyle ~G} не є логічним наслідком формул {\displaystyle ~F_{1},...,F_{k}}. Такий метод доведення теорем називається  методом резолюцій .

Розглянемо приклад докази методом резолюцій. Нехай у нас є наступні твердження:

«Яблуко червоне і ароматне.»

«Якщо яблуко червоне, то яблуко смачне.»

Доведемо твердження «яблуко смачне». Введемо множину формул, що описують прості висловлювання, відповідні вищенаведеним твердженням. Нехай

X1 — «Яблуко червоне»,

X2 — «Яблуко ароматне»,

X3 — «Яблуко смачне».

Тоді самі твердження можна записати у вигляді складних формул:
{\displaystyle X1\And X2} — «Яблуко червоне і ароматне.»

{\displaystyle X1\rightarrow X3} — «Якщо яблуко червоне, то яблуко смачне.»

Тоді твердження, яке треба довести, виражається формулою X3.

Отже, доведемо, що X3 є логічним наслідком {\displaystyle (X1\And X2)} та {\displaystyle (X1\rightarrow X3)}. Спочатку складаємо множину формул з запереченням доказуваного висловлювання; отримуємо:

{\displaystyle {\mathcal {f}}(X1\And X2),(X1\rightarrow X3),\neg X3{\mathcal {g}}.} 

Тепер приводимо всі формули до кон'юнктівной нормальній форми і закреслюємо кон'юнкції. Отримуємо наступну множину диз'юнктів:

{\displaystyle {\mathcal {f}}X1,X2,(\neg X1\vee X3),\neg X3{\mathcal {g}}.} 

Далі шукаємо висновок порожнього диз'юнкта.

Застосовуємо до першого і третього диз'юнкта правило резолюції:

{\displaystyle {\mathcal {f}}X1,X2,(\neg X1\vee X3),\neg X3,X3{\mathcal {g}}.} 

Застосовуємо до четвертого і п'ятого диз'юнкт правило резолюції:

{\displaystyle {\mathcal {f}}X1,X2,(\neg X1\vee X3),\neg X3,X3,\#{\mathcal {g}}.} 

Таким чином порожній диз'юнкт виведений, отже вираз із запереченням висловлювання спростовано, отже саме висловлювання доведено.
В цілому, метод резолюцій цікавий завдяки простоті та системності, але застосуємо тільки для обмеженого числа випадків (доведення не повинно мати велику глибину, а число потенційних резолюцій не повинно бути великим). Крім методу резолюцій і правил виводу існують інші методи отримання висновків у логіці предикатів.

## Логіка першого порядку
Для двох літералів логіки першого порядку існує уніфікація, якщо існує така заміна їх символів змінних деякими термами, що дані літерали стають ідентичними. Наприклад: для {\displaystyle P(x,a,y)} і {\displaystyle P(c,a,z)}, існує уніфікація, що визначається заміною {\displaystyle x\to c,y\to z}. Натомість для {\displaystyle P(x,a,y)} і {\displaystyle P(c,b,z)} уніфікація неможлива.
Нехай тепер {\displaystyle C_{1},C_{2}\,} два диз'юнкти, що мають два предикати один з яких із запереченням, а другий ні і для яких існує уніфікація. Тоді резольвента двох диз'юнктів визначається:
{\displaystyle C_{R}=(C_{1}\cup C_{2})\setminus \{L_{1},\neg L_{2}\}}
Нехай тепер {\displaystyle F} — формула записана у нормальній формі Сколема. Незважаючи на квантори загальності цю формулу можна подати як об'єднання диз'юнктів.
Позначимо:
{\displaystyle Res(F)=F\cup \{R\}}, де {\displaystyle R} диз'юнкт одержаний за правилом резолюцій з деяких диз'юнктів формули {\displaystyle F} і
{\displaystyle Res^{\star }(F)=\bigcup _{n\in \mathbb {N} }Res^{n}(F)} об'єднання всіх диз'юнктів одержаних з диз'юнктів формули {\displaystyle F} за скінченну кількість використань правила резолюцій.
Деяка формула {\displaystyle F} записана у нормальній формі Сколема є невиконуваною тоді і тільки тоді коли {\displaystyle \emptyset \in Res^{\star }(F)}. З властивостей сколемізації відомо, що для довільної формули логіки першого порядку існує формула у нормальній формі Сколема, що виконується тоді і тільки тоді коли виконується початкова формула. Як наслідок з цього для довільних формул {\displaystyle A_{1},A_{2}\ldots A_{n}} формула {\displaystyle F} є логічним наслідком тих формул тоді і тільки тоді, коли {\displaystyle \emptyset \in Res^{\star }(A_{1}\lor A_{2}\lor \ldots \lor A_{n}\lor \lnot F)}. Тобто система формального виводу заснована на правилі резолюцій є коректною і повною і в цьому випадку.

### Приклад
Доведемо, що формула є логічно загальнозначимою:
{\displaystyle \forall x(p(x)\vee q(x))\wedge \neg p(a)\rightarrow q(a)}
Спершу слід використати процедуру сколемізації:
{\displaystyle \neg (\forall x(p(x)\vee q(x))\wedge \neg p(a)\rightarrow q(a))}
{\displaystyle \equiv \neg (\neg (\forall x(p(x)\vee q(x))\wedge \neg p(a))\vee q(a))}
{\displaystyle \equiv \forall x(p(x)\vee q(x))\wedge \neg p(a)\vee q(a)}
{\displaystyle \equiv \forall x(p(x)\vee q(x))\wedge \neg p(a)\wedge \neg q(a)}
Відкидаючи квантор загальності:
{\displaystyle (p(x)\vee q(x))\wedge \neg p(a)\wedge \neg q(a)}
{\displaystyle \{\{p(x),q(x)\},\{\neg p(a)\},\{\neg q(a)\}\}}
Далі послідовно використовується правило резолюцій:
{\displaystyle {\frac {\{p(x),q(x)\}\quad \{\neg p(a)\}}{\{q(a)\}}}}
заміна (x → a)
{\displaystyle {\frac {\{\neg q(a)\}\quad \{q(a)\}}{\emptyset }}}
заміна (x → a)
що й доводить твердження.

## Обчислення предикатів
Нехай C1 та C2 — дві пропозиції в численні предикатів.
Правило виводу
називається правилом резолюції в численні предикатів, якщо в пропозиціях
C1 та C2 існують уніфіцировані контрарні літерали P1 та P2,
тобто {\displaystyle C_{1}=P_{1}\lor C'_{1}}, а {\displaystyle C_{2}=\lnot P_{2}\lor C'_{2}},
причому атомарні формули P1 и P2 є уніфікуючим найбільш загальним уніфікатором {\displaystyle \sigma }..
У цьому випадку резольвенти пропозицій C1 та C2 є пропозиція C1 и C2, отримане з пропозиції {\displaystyle C'_{1}\lor C'_{2}}застосуванням уніфікатора {\displaystyle \sigma }.
Однак внаслідок нерозв'зності логіки предикатів першого порядку для здійсненної (несуперечливої) множини диз'юнктів процедура, заснована на принципі резолюції, може працювати нескінченно довго.
Зазвичай резолюція застосовується в логічному програмуванні в сукупності з прямим або зворотнім методом міркування. Прямий метод (від посилок) з посилок А, В виводить висновок В (правило modus ponens). Основний недолік прямого методу міркування полягає в його ненаправленості: повторні застосування методу зазвичай призводять до різкого зростання проміжних висновків, не пов'язаних з цільовим ув'язненням.

Зворотний метод (від мети) є спрямованим: з бажаного висновку В тих самих посилок він виводить новий подціловий висновок А. Кожен крок висновування в цьому випадку завжди пов'язаний з спочатку поставленою метою.
Істотний недолік принципу резолюції полягає у формуванні на кожному кроці виводу безлічі резольвентів — нових диз'юнктів, більшість з яких виявляються зайвими. У зв'язку з цим розроблені різні модифікації принципу резолюції, що використовують більш ефективні стратегії пошуку і різного роду обмеження на вид вихідних диз'юнктів.

## Висновок в логічних моделях
Висновок у формальній логічній системі є процедурою, яка із заданої групи виразів виводить відмінне від заданих семантично правильний вираз. Ця процедура, представлена у певній формі, і є правилом виводу. Якщо група виразів, що утворює посилку, є істинною, то повинно гарантуватися, що застосування правила висновування забезпечить отримання істинного виразу як висновку.
Найбільш часто використовуються два методи. Перший — метод правил виводу або метод природного (натурального) висновування, названий так тому, що використовуваний тип міркувань в численні предикатів наближається до звичайного людського розуміння. Другий — метод резолюцій. У його основі лежить літочислення резольвент.